# Clementia Taylor
Pour les articles homonymes, voir Taylor et Doughty.
Clementia Taylor, née Doughty le 17 décembre 1810 à Brockdish et morte le 11 avril 1908 à Brighton, est une militante britannique des droits des femmes.

## Biographie
Clementia Doughty (connue sous le nom de Mentia par ses amis) est née à Brockdish dans le Norfolk dans une famille unitarienne qui comptera douze enfants. Elle devient la gouvernante des filles d'un pasteur unitarien qui dirige un pensionnat pour garçons à Hove. En 1842, elle épouse Peter Alfred Taylor, un cousin d'un de ses élèves qui deviendra plus tard député Libéral pour Leicester.
En 1863, Peter Taylor achète Aubrey House (en) dans le quartier de Campden Hill (en) à Holland Park dans l'ouest de Londres. Les Taylor créent dans l'enceinte de leur maison l'Institut Aubrey, dont le but est de donner aux jeunes la chance d'améliorer une mauvaise éducation qu'ils ont reçue. La bibliothèque de prêt et la salle de lecture de l'institut comptent plus de 500 livres.
Clementia Taylor, Mary Estlin (en) et Eliza Wigham sont actives dans le mouvement anti-esclavagiste en Angleterre et en 1863, elles officient à la Ladies' London Emancipation Society (en) que Taylor dirige. Les Taylors sont aussi étroitement impliqués dans le mouvement pour l'unification italienne et Giuseppe Mazzini dont le couple ne partage pas pour autant les idées politiques mais dont leur amitié est profonde et sincère, un visiteur fréquent d'Aubrey House. Clementia aide Mazzini dans l'organisation d’œuvres de charité aux bénéfices de la scolarisation des enfants pauvres en Italie. Au cours d'une visite à Londres en 1864, une réception a lieu à Aubrey House avec Giuseppe Garibaldi. Les personnalités radicales présentes à la réception sont notamment la féministe Emilie Ashurst Venturi, Aurelio Saffi, Karl Blind, Ferdinand Freiligrath, Alexandre Auguste Ledru-Rollin et Louis Blanc.
Dans son autobiographie, Moncure Daniel Conway décrit le salon Taylor à Aubrey House ainsi que le Pen and Pencil Club de Clementia dans lequel le travail de jeunes écrivains et artistes est lu et exposé. Conway, abolitionniste et membre du clergé américain, déménage à Notting Hill pour se rapprocher des Taylor à Aubrey House. Les rassemblements sociaux des Taylor sont aussi remarqués par Louisa May Alcott.
Les participants au Pen and Pencil Club comprennent le chroniqueur Arthur Munby (en) et de nombreux poètes et auteurs. Aubrey House a également été visitée par les féministes Barbara Bodichon, Lydia Becker, Elizabeth Blackwell et Elizabeth Malleson (en). Clementia Taylor fait partie du comité organisateur de la pétition de 1866 en faveur du suffrage des femmes que John Stuart Mill présente au parlement britannique ; les 1 499 signatures sont rassemblées à Aubrey House. C'est dans cette maison que le comité de la National Society for Women's Suffrage tient sa première réunion en juillet 1867.
En 1873, les Taylor vendent Aubrey House en raison de la mauvaise santé de Peter et louent un appartement près du Parlement pour les sessions parlementaires, et s'installent ensuite à Brighton où Clementia finit sa vie en 1908.